# Qasr Al Muwaiji
Qasr Al-Muwaiji'i (tiếng Ả Rập: قصر المويجعي) là vương cung tiểu quốc Abu Dhabi, thuộc quyền quản lí của nhà Āl Nohayān.

## Lịch sử
Qasr Al Muwaiji tọa lạc địa bàn thủ đô Al Ain và là địa chỉ duy nhất tại Abu Dhabi không gắn biển số.
Đây thực chất là thành trì rộng 65x65m², được dựng năm 1946 dưới triều Sheikh Zayed bin Khalifa đệ Nhất và nay được UNESCO công nhận là di sản cần bảo tồn.